# ГЕС Канділ
ГЕС Канділ (тур. kandil) — гідроелектростанція на південному сході Туреччини. Знаходячись між малою ГЕС Дагделен (8 МВт, вище по течії) та ГЕС Саригюзель, входить до складу каскаду на річці Джейхан, яка біля однойменного міста впадає до Середземного моря.
У межах проєкту річку перекрили кам'яно-накидною греблею з бетонним облицюванням висотою 104 метри та довжиною 350 метрів, яка потребувала 2,27 млн м3 матеріалу. На час будівництва воду відвели за допомогою двох тунелів довжиною по 0,44 км з діаметром 5 метрів. Гребля утримує водосховище з площею поверхні 14,6 км2 та об'ємом 439 млн м3 (корисний об'єм 324 млн м3).
Зі сховища через правобережний гірський масив прокладено дериваційний тунель довжиною 9,5 км з діаметром 6 метрів, який переходить у напірний водовід довжиною 0,23 км з діаметром 5 метрів. У системі також працює запобіжний балансувальний резервуар шахтно-баштового типу заввишки 184 метри з діаметром від 8 до 16 метрів.
Основне обладнання станції становлять дві турбіни типу Френсіс потужністю по 103,3 МВт, які при напорі у 208 метрів повинні забезпечувати виробництво 502 кВт·год електроенергії на рік. Крім того, для підтримки природної течії річки частина води випускається біля греблі через турбіну типу Френсіс потужністю 4,7 МВт, яка при напорі у 104 метри додатково виробляє 41 млн кВт·год.
Видача продукції відбувається по ЛЕП, розрахованих на роботу під напругою 154 кВ.